# Myslinka
Myslinka je obec v okrese Plzeň-sever v Plzeňském kraji. Žije v ní 272 obyvatel.

## Historie
První písemná zmínka o vesnici pochází z roku 1239.

## Obecní správa
Mezi lety 1869–1950 Myslinka byla obcí v okrese Stříbro (1869–1930) a později v okrese Plzeň-okolí. V letech 1961–1990 patřila jako část obce ke Kozolupům a od 24. listopadu 1990 je opět samostatnou obcí.

### Obecní symboly
Znak a vlajka byly obci uděleny rozhodnutím předsedy Poslanecké sněmovny Parlamentu České republiky dne 8. listopadu 2016.
V zeleném štítě snížené zúžené stříbrné vlnité břevno přeložené zlatou berlou se stříbrnou lilií v závitu a podložené po stranách odkloněným zlatým obilným klasem s listem.
Vlajku tvoří zelený list. Z dvanácté šestnáctiny žerďového okraje listu vychází vodorovný bílý vlnitý pruh uprostřed přeložený žlutou berlou závitem s bílou lilií k žerďovému okraji, provázenou podloženými odkloněnými žlutými obilnými klasy s listem. Poměr šířky k délce listu je 2 : 3.

## Doprava
Do vesnice několikrát denně zajíždí autobusové linky č. 460150 a 460090.

## Obyvatelstvo
| Rok            | 1869 | 1880 | 1890 | 1900 | 1910 | 1921 | 1930 | 1950 | 1961 | 1970 | 1980 | 1991 | 2001 | 2011 | 2021 |
| -------------- | ---- | ---- | ---- | ---- | ---- | ---- | ---- | ---- | ---- | ---- | ---- | ---- | ---- | ---- | ---- |
| Počet obyvatel | 195  | 193  | 227  | 242  | 241  | 248  | 224  | 146  | 175  | 168  | 176  | 141  | 160  | 144  | 215  |
| Počet domů     | 23   | 23   | 26   | 29   | 31   | 31   | 38   | 37   | 36   | 36   | 38   | 44   | 40   | 43   | 59   |